# Mistrzostwa Świata Juniorów w Narciarstwie Klasycznym 2000
Mistrzostwa Świata Juniorów w Narciarstwie Klasycznym 2000 – zawody sportowe, które odbyły się w dniach 25 stycznia - 30 stycznia 2000 r. w słowackim Szczyrbskim Jeziorze. Podczas mistrzostw zawodnicy rywalizowali w 11 konkurencjach, w trzech dyscyplinach klasycznych: skokach narciarskich, kombinacji norweskiej oraz w biegach narciarskich. W tabeli medalowej zwyciężyła reprezentacja Rosji, której zawodnicy zdobyli też najwięcej medali: 4 złote, 5 srebrne i 2 brązowe.

## Program
25 stycznia
- Biegi narciarskie – 5 kilometrów (K), 10 kilometrów (M)
- Kombinacja norweska – skocznia normalna, 10 kilometrów indywidualnie (M)
- Skoki narciarskie – skocznia normalna indywidualnie (M)
- Skoki narciarskie – skocznia normalna drużynowo (M)

26 stycznia
- Kombinacja norweska – skocznia normalna, 5 kilometrów indywidualnie (M)

27 stycznia
- Kombinacja norweska – skocznia normalna, 5 kilometrów drużynowo (M)
- Biegi narciarskie – sztafeta 4x5 kilometrów (K), 4x10 kilometrów (M)

29 stycznia
- Biegi narciarskie – sprint (M/K)

30 stycznia
- Biegi narciarskie – 15 kilometrów (K), 30 kilometrów (M)

## Medaliści

### Biegi narciarskie
Mężczyźni
| Konkurencja                      | Data             | Złoto                                                                          | Srebro                                                                  | Brąz                                                                               |
| -------------------------------- | ---------------- | ------------------------------------------------------------------------------ | ----------------------------------------------------------------------- | ---------------------------------------------------------------------------------- |
| Sprint techniką dowolną          | 29 stycznia 2000 | Siergiej Nowikow                                                               | Oldřich Hakl                                                            | Dirk Klessen                                                                       |
| Bieg na 30 km techniką klasyczną | 30 stycznia 2000 | René Reisshauer                                                                | Wasilij Roczew                                                          | Dmitrij Tyszkin                                                                    |
| Bieg na 10 km techniką dowolną   | 25 stycznia 2000 | Ron Spanuth                                                                    | Dmitrij Tyszkin                                                         | Jewgienij Stiepanow                                                                |
| Bieg sztafetowy 4x10 km          | 27 stycznia 2000 | Rosja Wasilij Roczew · Dmitrij Pirogow · Jewgienij Stiepanow · Dmitrij Tyszkin | Szwecja Mathias Almgren · Niklas Karlsson · Johan Olsson · Mats Larsson | Norwegia Roger Aa Djupvik · Espen Harald Bjerke · Lars Bergerud · Espen Emanuelsen |

Kobiety
| Konkurencja                      | Data             | Złoto                                                                      | Srebro                                                                                     | Brąz                                                                          |
| -------------------------------- | ---------------- | -------------------------------------------------------------------------- | ------------------------------------------------------------------------------------------ | ----------------------------------------------------------------------------- |
| Sprint techniką dowolną          | 29 stycznia 2000 | Pirjo Manninen                                                             | Jekatierina Sczastliwa                                                                     | Christina Kelder                                                              |
| Bieg na 15 km technika klasyczną | 30 stycznia 2000 | Evi Sachenbacher                                                           | Jekatierina Sczastliwa                                                                     | Pirjo Manninen                                                                |
| Bieg na 5 km techniką dowolną    | 25 stycznia 2000 | Jekatierina Sczastliwa                                                     | Pirjo Manninen                                                                             | Evi Sachenbacher                                                              |
| Bieg sztafetowy 4x5 km           | 27 stycznia 2000 | Szwecja Lina Andersson · Carin Holmberg · Sandra Hansson · Mariana Handler | Rosja Jewgienija Aleksjutina · Anastasija Kazakuł · Irina Iwanowa · Jekatierina Sczastliwa | Norwegia Marit Bjørgen · Kine Beate Bjørnås · Laila Selbæk · Vibeke Skofterud |

### Skoki narciarskie
Mężczyźni
| Konkurencja                       | Data             | Złoto                                                                    | Srebro                                                                      | Brąz                                                                                     |
| --------------------------------- | ---------------- | ------------------------------------------------------------------------ | --------------------------------------------------------------------------- | ---------------------------------------------------------------------------------------- |
| Skocznia normalna - indywidualnie | 25 stycznia 2000 | Zawody odwołane                                                          | Zawody odwołane                                                             | Zawody odwołane                                                                          |
| Skocznia normalna - drużynowo     | 25 stycznia 2000 | Austria Martin Koch · Christian Nagiller · Florian Liegl · Stefan Kaiser | Norwegia Thomas Lobben · Erik Leine Wangen · David Andersen · Anders Bardal | Finlandia Veli-Matti Lindström · Juha-Matti Ruuskanen · Akseli Lajunen · Kimmo Yliriesto |

### Kombinacja norweska
Mężczyźni
| Konkurencja                                      | Data             | Złoto                                                                     | Srebro                                                                        | Brąz                                                                         |
| ------------------------------------------------ | ---------------- | ------------------------------------------------------------------------- | ----------------------------------------------------------------------------- | ---------------------------------------------------------------------------- |
| Skocznia normalna, bieg na 5 km - indywidualnie  | 26 stycznia 2000 | Petter Kukkonen                                                           | Marko Baacke                                                                  | David Kreiner                                                                |
| Skocznia normalna, bieg na 10 km - indywidualnie | 25 stycznia 2000 | Aleksiej Cwietkow                                                         | Marko Baacke                                                                  | Kevin Arnould                                                                |
| Skocznia normalna, bieg na 4x5 km - drużynowo    | 27 stycznia 2000 | Finlandia Jaakko Tallus · Petter Kukkonen · Jari Hiukka · Jouni Kaitainen | Stany Zjednoczone Johnny Spillane · Bill Demong · Jed Hinkley · Carl Van Loan | Austria David Kreiner · Florian Aichinger · Bernhard Gruber · Wilhelm Denifl |

## Tabela medalowa
| Klasyfikacja medalowa | Klasyfikacja medalowa | Klasyfikacja medalowa | Klasyfikacja medalowa | Klasyfikacja medalowa | Klasyfikacja medalowa |
| Lp.                   | Państwo               | złoto                 | srebro                | brąz                  | złoto · srebro · brąz |
| --------------------- | --------------------- | --------------------- | --------------------- | --------------------- | --------------------- |
| 1.                    | Rosja                 | 4                     | 5                     | 2                     | 11                    |
| 2.                    | Niemcy                | 3                     | 2                     | 2                     | 7                     |
| 3.                    | Finlandia             | 3                     | 1                     | 2                     | 6                     |
| 4.                    | Szwecja               | 1                     | 1                     | 0                     | 2                     |
| 5.                    | Austria               | 1                     | 0                     | 2                     | 3                     |
| 6.                    | Norwegia              | 0                     | 1                     | 2                     | 3                     |
| 7                     | Czechy                | 0                     | 1                     | 0                     | 1                     |
| 7                     | Stany Zjednoczone     | 0                     | 1                     | 0                     | 1                     |
| 9.                    | Francja               | 0                     | 0                     | 1                     | 1                     |
| 9.                    | Włochy                | 0                     | 0                     | 1                     | 1                     |